# Serpent Saints - The Ten Amendments
Serpents Saints - The Ten Amendments è il nono album registrato in studio dalla death metal band svedese Entombed. Questo disco segna una svolta nella formazione del gruppo scandinavo: rispetto all'album precedente cambiano sia il bassista che il batterista, ma la novità più forte è l'assenza dello storico chitarrista Uffe Cederlund, presente fin dagli esordi della band.

## Tracce
1. Serpent Saints – 5:04
2. Masters of Death – 5:00
3. Amok – 4:44
4. Thy Kingdom Koma – 4:07
5. When in Sodom – 5:40
6. In the Blood – 4:39
7. Ministry – 2:43
8. The Dead, the Dying and the Dying to Be Dead – 3:31
9. Warfare, Plague, Famine, Death – 3:20
10. Love Song for Lucifer – 3:06

## Formazione
- Lars-Göran Petrov - voce
- Nico Elgstrand - basso
- Alex Hellid - chitarra
- Olle Dahlstedt - batteria